# Дрейпер, Расти
Фаррелл Хэлидей «Расти» Дрейпер (англ. Pharrell Halliday "Rusty" Draper; 25 января 1923, Керксвилл, Миссури, США — 28 марта 2003 Бельвью, штат Вашингтон) — американский кантри, поп-певец, радио и телеведущий, наиболее успешный в 1950-х годах.

## Биография
Родился в Керксвилле, штат Миссури, США, и получил прозвище «Расти» за свои рыжие волосы, он начал свою карьеру на радиошоу своего дяди в Талсе, штат Оклахома, в середине 1930-х годов. Дрейпер вскоре перешел на работу на радиостанции в Де-Мойне, штат Айова, переодический заменял тогдашнего спортивного комментатора и в будущем 40-го президента США Рональда Рейгана в Иллинойсе, прежде чем он обосновался в Калифорнии. После обустройства на новом месте, он начал петь в местных клубах,тем самым став постоянным певцом в Rumpus Room в Сан-Франциско. К началу 1950-х годов он начал появляться в национальных телешоу, включая The Ed Sullivan Show (CBS) и Ozark Jubilee (ABC).
В 1952 году Дрейпер подписал контракт с Mercury Records и выпустил свой дебютный сингл «How Could You (Blue Eyes)». В следующем году, после национального клубного тура, его кавер-версия песни Джима Лоу «Gambler’s Guitar» заняла шестое место в чартах страны и поп-музыки, была продана тиражом в миллион экземпляров и получила золотой диск. После ряда менее успешных продолжений он снова попал в национальные чарты в 1955 году с «Seventeen» (18-е место), «The Shifting, Whispering Sands» (3-е место, еще один миллион проданных экземпляров) и «Are You Satisfied?» (11-е место), став одной из самых больших поп и кантри-звезд того периода.
В 1956 году он вернулся в двадцатку лучших с «In The Middle Of the House» (20-е место), за которой последовала его версия британского скиффл-хита Чеса Макдевитта «Freight Train» (6-е место). Дрейпер также попал в британский чарт синглов с исполнением «Mule Skinner Blues».
В 1962 году он покинул Mercury, чтобы подписать контракт с Monument Records, с уменьшающимся успехом в чартах, поскольку его стиль стал более старомодным, но он продолжал иметь небольшие хиты в кантри-чарте в течение 1960-х годов. Он оставался постоянным концертным участником в последующие годы, а также появлялся в мюзиклах и на телевидении, включая его обязанности в качестве одного из ведущих недолговечного дневного телешоу NBC 1966 года Swingin' Country.
Дрейпер умер от пневмонии в Белвью, штат Вашингтон, в возрасте 80 лет.

## Отсылки и Наследие
В игре от Чешских разработчиков 2k Czech Mafia 2 по внутри игровому радио звучит его песня Held for questining.

## Cсылки
- https://mafia.fandom.com/ru/wiki/%D0%A0%D0%B0%D1%81%D1%82%D0%B8_%D0%94%D1%80%D0%B5%D0%B9%D0%BF%D0%B5%D1%80